# Herbert Garbe
Herbert Garbe (* 1. Juni 1888 in Berlin; † 17. Juli 1945 in Rennes in einem Gefangenenlager) war ein deutscher Bildhauer.

## Leben
Garbe setzte sich nach dem Ersten Weltkrieg mit dem Expressionismus auseinander, zu dessen zweiter Generation er gerechnet wird. Später gelangte er zu ruhigeren Formen.
Garbe war Mitglied der Novembergruppe und im Deutschen Künstlerbund. Er wirkte unter anderem an der Gestaltung des Revolutionsdenkmals in Berlin-Friedrichsfelde mit.
Am 20. Januar 1919 heiratete er seine Bildhauerkollegin Emy Roeder. Zu den Bekannten des Künstlerehepaares gehörte eine Reihe berühmter Künstler jener Zeit, beispielsweise Käthe Kollwitz, Ernst Barlach und Karl Schmidt-Rottluff.
Als früheres SPD-Mitglied trat er zum 1. Mai 1933 der NSDAP bei (Mitgliedsnummer 3.206.290).
Seine Frau folgte ihm im Jahr 1933 nach Rom, wo er für ein Jahr ein Atelier in der Villa Massimo innehatte. Im Jahr 1934 porträtierte er Mussolini. Garbe kehrte 1934 allein nach Berlin zurück und wurde 1936 künstlerischer Leiter der Städel-Schule in Frankfurt am Main.
Im Jahr 1937 wurden in der Nazi-Aktion „Entartete Kunst“ drei Werke Garbes aus dem Kronprinzen-Palais der Nationalgalerie Berlin und dem Stadtbesitz von Berlin beschlagnahmt. Weitere Werke entzogen die Nazis u. a. jüdischen Sammlern, so den Berliner Textilunternehmern Robert Graetz (* 1878; von den Nazis ermordet) und Eugen Buchthal (1878–1954).
Dennoch konnte Garbe in den Jahren 1939, 1941 und 1943 mit je einem Werk an der Großen Deutschen Kunstausstellung in München teilnehmen, wobei Hitler 1939 die Bronze-Statuette Barbara erwarb.
In seinen späten Jahren schuf Garbe im besetzten Elsass eine Reihe von Frauen-Skulpturen.

## Werke (Auswahl)

### 1937 als „entartet“ nachweislich aus öffentlichen Sammlungen beschlagnahmte Werke
- Mutter mit Kind (Skulptur, Höhe 125 cm, 1932/32, WV Lindenstädt 90; Kronprinzen-Palais der Nationalgalerie Berlin; zerstört)[8]
- Mädchen (Skulptur; Stadtbesitz von Berlin; zerstört)
- Nacktes Mädchen (Aquarell und Bleistift, 19,8 × 26,1 cm; Kronprinzen-Palais der Nationalgalerie Berlin; 1940 zur „Verwertung“ auf dem Kunstmarkt an den Kunsthändler Bernhard A. Böhmer. Verbleib ungeklärt.)[9]

### Weitere Werke
- Ballspielerin (Bronze-Statue; ausgestellt 1941 auf der Großen Deutschen Kunstausstellung)[10]
- Tiger (Muschelkalk; ausgestellt 1943 auf der Große Deutsche Kunstausstellung)[11]